# Stewart, Ohio
Stewart är en ort i Athens County i delstaten Ohio, USA.